# Омега (постоянная)
Постоянная омега — это математическая константа, определяемая как единственное действительное число, которое удовлетворяет уравнению
{\displaystyle \Omega e^{\Omega }=1}.
Это значение {\displaystyle W(1)}, где {\displaystyle W} — W-функция Ламберта. Название происходит от альтернативного названия W-функции Ламберта — омега-функции. Числовое значение {\displaystyle \Omega }:
{\displaystyle \Omega =0.567\,143\,290\,409\,783\,872\,999\,968\,662\,210\,355\,549\,753\,815\,787\,186\,512\,508\,135\,131\,079\ldots } (последовательность A030178 в OEIS)
{\displaystyle {\frac {1}{\Omega }}=1.763\,222\,834\,351\,896\,710\,225\,201\,776\,951\,707\,080\,436\,017\,986\,667\,473\,634\,570\,456\,905\ldots } (последовательность A030797 в OEIS)

## Свойства

### Представление в виде неподвижной точки отображения
Определяющее соотношение можно выразить, например, как
{\displaystyle \ln {\biggl (}{\frac {1}{\Omega }}{\biggr )}=\Omega }
или
{\displaystyle -\ln(\Omega )=\Omega }
или
{\displaystyle e^{-\Omega }=\Omega }

### Вычисление
Можно вычислить {\displaystyle \Omega } итеративно, начав с первоначального предположения {\displaystyle \Omega _{0}} и рассмотрев последовательность
{\displaystyle \Omega _{n+1}=e^{-\Omega _{n}}}
Эта последовательность сходится к {\displaystyle \Omega }, когда n стремится к бесконечности. Это потому, что {\displaystyle \Omega } является притягивающей неподвижной точкой функции 
{\displaystyle e^{-x}}.
Однако намного эффективнее использовать рекуррентное соотношение
{\displaystyle \Omega _{n+1}={\frac {1+\Omega _{n}}{1+e^{\Omega _{n}}}}},
потому что функция
{\displaystyle f(x)={\frac {1+x}{1+e^{x}}}},
помимо того, что имеет ту же неподвижную точку, также имеет производную, которая там обращается в нуль. Это гарантирует квадратичную сходимость; то есть количество правильных цифр примерно удваивается с каждой итерацией.
Используя метод Галлея, {\displaystyle \Omega } можно аппроксимировать с помощью кубической сходимости:
{\displaystyle \Omega _{j+1}=\Omega _{j}-{\frac {\Omega _{j}e^{\Omega _{j}}-1}{e^{\Omega _{j}}(\Omega _{j}+1)-{\frac {(\Omega _{j}+2)(\Omega _{j}e^{\Omega _{j}}-1)}{2\Omega _{j}+2}}}}}.

### Интегральные представления
Тождество Виктора Адамчика:
{\displaystyle \int _{-\infty }^{\infty }{\frac {dt}{(e^{t}-t)^{2}+\pi ^{2}}}={\frac {1}{1+\Omega }}}.
Еще одно соотношение, связанное с И. Мезо:
{\displaystyle \Omega ={\frac {1}{\pi }}\operatorname {Re} \int _{0}^{\pi }\log \left({\frac {e^{e^{it}}-e^{-it}}{e^{e^{it}}-e^{it}}}\right)dt},
{\displaystyle \Omega ={\frac {1}{\pi }}\int _{0}^{\pi }\log \left(1+{\frac {\sin t}{t}}e^{t\cot t}\right)dt}.

## Трансцендентность
Константа {\displaystyle \Omega } трансцендентна. Это можно рассматривать как прямое следствие теоремы Линдемана — Вейерштрасса. Предположим, что {\displaystyle \Omega } алгебраическое. По теореме {\displaystyle e^{-\Omega }} трансцендентно, но {\displaystyle \Omega =e^{-\Omega }}; противоречие. Следовательно, {\displaystyle \Omega } должно быть трансцендентным числом. 